# بلدية إربد الكبرى
بعد قرار دمج البلديات في الأردن أصبحت مدينة اربد المركزية تتكون من 7 قطاعات رئيسة وأما كامل المدينة فأصبحت تتكون من 18 منطقة

## مناطق مدينة اربد الرئيسة
1. منطقة الروضة
2. منطقة الهاشمية
3. منطقة النصر
4. منطقة البارحة
5. منطقة المنارة
6. منطقة الرابية
7. منطقة النزهة
8. منطقة الرمثا

## مناطق اربد الكبرى
وهي المناطق التي ضمن النطاق الإداري لبلدية اربد الكبرى :
1. منطقة بشرى - منطقة رئيسية
2. منطقة حوارة - منطقة رئيسية
3. منطقة الحصن - منطقة رئيسية
4. منطقة ايدون - منطقة رئيسية
5. منطقة كفريوبا - منطقة رئيسية
6. منطقة النعيمة
7. منطقة كتم
8. منطقة شطنا
9. منطقة حكما
10. منطقة علعال
11. بيت راس
12. منطقة كفر جايز
13. منطقة حور
14. منطقة فوعرا
15. منطقة مرو